# Freddy Rodriguez
Freddy Rodriguez, född 17 januari 1975 i Chicago i Illinois, är en amerikansk skådespelare. 
Han är bland annat känd för rollen som El Wray i filmen Planet Terror, som är en del i projektet Grindhouse. Rodriguez har också gästspelat i storserier som Six Feet Under, Ugly Betty och Scrubs.
Rodriguez har även spelat i mindre kända filmer som Nothing like the holidays, men han har också gjort röster till olika kända serier/filmer, bland annat i Scooby-Doo! Pirates Ahoy! som Rupert Garcia och i några avsnitt av Teen Titans som Mas/Menos.